# Lưu Ninh
Lưu Ninh (tiếng Trung giản thể: 刘宁, bính âm Hán ngữ: Liú Níng, sinh tháng 1 năm 1962, là người Hán) là nhà khoa học thủy văn, chính trị gia nước Cộng hòa Nhân dân Trung Hoa. Ông là Ủy viên Ủy ban Trung ương Đảng Cộng sản Trung Quốc khóa XX, Ủy viên dự khuyết khóa XIX, hiện là Bí thư Khu ủy, Chủ nhiệm Ủy ban Thường vụ Nhân Đại, Bí thư thứ nhất Đảng ủy Quân khu Quảng Tây. Ông nguyên là Phó Bí thư Tỉnh ủy Liêu Ninh, Tỉnh trưởng Chính phủ Nhân dân tỉnh Liêu Ninh; Phó Bí thư Tỉnh ủy Thanh Hải, Tỉnh trưởng Chính phủ Nhân dân tỉnh Thanh Hải; Tổng Công trình sư Dự án chuyển nước Nam – Bắc; Phó Bộ trưởng Bộ Tài nguyên Nước Trung Quốc; Bí thư Ủy ban Chính trị Pháp luật Thanh Hải.
Lưu Ninh là đảng viên Đảng Cộng sản Trung Quốc, học vị Thạc sĩ Quản lý, Tiến sĩ Thủy văn học, học hàm Cao cấp công trình sư cấp Giáo sư Thủy văn. Ông có sự nghiệp nghiên cứu và công tác trong ngành tài nguyên nước, thủy văn thời gian dài trước khi tham gia chính trường Trung Quốc.

## Xuất thân và giáo dục
Lưu Quốc Trung sinh tháng 1 năm 1962, quê quán tại huyện cấp thị Lâm Giang, địa cấp thị Bạch Sơn, tỉnh Cát Lâm. Năm 1979, ông bắt đầu học ngành Thủy lợi, chuyên ngành Xây dựng Thủy lực tại Đại học Thanh Hoa, tốt nghiệp năm 1983. Thời gian sau đó, ông học và tốt nghiệp Thạc sĩ Quản lý công trình tại Đại học Vũ Hán. Thời gian sau, ông tiếp tục theo học nghiên cứu sinh, nhận bằng Tiến sĩ Thủy văn học tại Đại học Vũ Hán. Lưu Ninh gia nhập Đảng Cộng sản Trung Quốc tháng 8 năm 1990.

## Sự nghiệp

#### Thủy văn
Vào tháng 7 năm 1983, ông được tuyển dụng vào làm việc tại Văn phòng Kế hoạch của Lưu vực sông Dương Tử, sau đó ông là trưởng dự án và Phó Chủ nhiệm Bộ phận Thiết kế xây dựng đập của Văn phòng Kế hoạch. Tháng 4 năm 1991, ông giữ cương vị Phó Chủ nhiệm Văn phòng Thiết kế của Cục Tài nguyên nước Trường Giang. Vào tháng 8 năm 1994, ông giữ chức Phó Viện trưởng Viện Thiết kế của Cục Tài nguyên nước Trường Giang và Chủ nhiệm Văn phòng Thiết kế Tam Hiệp, và Chủ nhiệm Văn phòng Kỹ thuật Cục Tài nguyên nước Trường Giang.
Vào tháng 10 năm 1996, ông là Trợ lý Cục trưởng Cục Tài nguyên nước Trường Giang và Phó Viện trưởng Viện Thiết kế của Cục Tài nguyên nước Trường Giang. Vào tháng 7 năm 1998, ông là Phó Cục trưởng của Cục Tài nguyên nước Trường Giang. Vào tháng 7 năm 2000, ông là Tổng Giám đốc của Công ty TNHH Dự án Hồ Bắc – Trường Giang (một công ty nhà nước). Vào tháng 12 năm 2001, ông là Tổng Công trình sư tại Dự án chuyển nước Nam – Bắc Trung Quốc. Tháng 4 năm 2002, ông kiêm nhiệm Tổng Công trình sư tại Dự án chuyển nước Nam – Bắc Trung Quốc và Phó Tổng Công trình sư tại Bộ Tài nguyên Nước Trung Quốc. Vào tháng 2 năm 2003, ông là Tổng Công trình sư của Bộ Tài nguyên Nước Trung Quốc. Tháng 1 năm 2009, ông được bổ nhiệm làm Thứ trưởng Bộ Tài nguyên Nước Trung Quốc, ủy viên Ban Cán sự Đảng của Bộ. Tháng 4 năm 2009, ông giữ chức Thứ trưởng Bộ Tài nguyên Nước Trung Quốc, Tổng thư ký và Chủ nhiệm Ủy ban Phòng chống lụt bão và hạn hán Quốc gia.

#### Thanh Hải và Liêu Ninh
Tháng 5 năm 2017, ông được điều chuyển đến Thanh Hải, bổ nhiệm làm Thường vụ Tỉnh ủy, Phó Bí thư Tỉnh ủy. Tháng 8 cùng năm, ông giữ chức Bí thư Ủy ban Chính trị và Pháp luật của Tỉnh ủy Thanh Hải. Ngày 07 tháng 8 năm 2018, Đại hội Đại biển Nhân dân lần thứ 13 của tỉnh Thanh Hải, cuộc họp thứ năm quyết định bầu ông là Phó Tỉnh trưởng, Quyền Tỉnh trưởng Chính phủ Nhân dân tỉnh Thanh Hải. Vào ngày 21 tháng 9, cuộc họp thứ hai của Đại hội Đại biểu Nhân dân lần thứ 13 của tỉnh Thanh Hải đã bầu ông làm Tỉnh trưởng Chính phủ Nhân dân tỉnh Thanh Hải. Vào tháng 10 năm 2017, ông được bầu làm Ủy viên dự khuyết Ủy ban Trung ương Đảng Cộng sản Trung Quốc khóa XIX tại Đại hội Đảng Cộng sản Trung Quốc lần thứ 19. Ngày 01 tháng 7 năm 2020, ông được điều chuyển bổ nhiệm làm Phó Bí thư Tỉnh ủy Liêu Ninh, Tỉnh trưởng Chính phủ Nhân dân tỉnh Liêu Ninh.

### Quảng Tây
Tháng 10 năm 2021, Lưu Ninh được điều chuyển tới công tác ở khu tự trị Quảng Tây, vào Ban Thường vụ Khu ủy, được Bộ Chính trị nhất trí bổ nhiệm làm Bí thư Khu ủy Quảng Tây, nhận nhiệm vụ lãnh đạo toàn diện Quảng Tây. Cuối năm 2022, ông tham gia Đại hội Đảng Cộng sản Trung Quốc lần thứ XX từ đoàn đại biểu Quảng Tây. Trong quá trình bầu cử tại đại hội, ông được bầu là Ủy viên Ủy ban Trung ương Đảng Cộng sản Trung Quốc khóa XX.